# Bulbophyllum barbatum
Bulbophyllum barbatum é uma espécie de orquídea (família Orchidaceae) pertencente ao gênero Bulbophyllum. Foi descrita por João Barbosa Rodrigues em 1882.